# Akli Miklós (regény)
Az Akli Miklós (Akli Miklós cs. kir. udv. mulattató története) Mikszáth Kálmán 1903-ban a Légrády Testvérek gondozásában megjelent kisregénye.

## Történet
A bajor választó-fejedelem átengedte egyik udvari bolondját Ferenc császárnak. A bécsi Hofburgban csakhamar nélkülözhetetlen lett Akli Miklós, aki zseniális fickó volt: hat nyelven beszélt, ismerte az irodalmat és a tréfás anekdotákat; otthonos volt a mágiában, bűvészetekben, jóslásokban. Nem csoda, hogy hamar behízelegte magát a jószívű uralkodónál, akivel gyakran felkeresték az ischli fürdőt. Egy szeptemberi napon éppen vadászgattak Ischl környékén, amikor egy rettentő vihar elől a közeli vendéglőbe menekültek. A vendéglő azonban tele volt gyanús alakokkal, így Akli tanácsára Kovács ezredes helyet cserélt a császárral. Reggel az ezredest halva találták a szobájában, valaki az ablakon át lőtt rá. Az uralkodó másnap könnyezve kísérte a meggyilkolt huszártiszt koporsóját a temetőbe.
A császár gondoskodott az önfeláldozó ezredes gyermekeiről: a fiút egy bécsújhelyi katona-iskolába küldte, a leányt pedig egy bécsi nevelőintézetben helyeztette el. Ilonkát – ha majd felnő –, illően férjhez adja, és a hozományát is biztosítani fogja. Kovács Ilonkát az uralkodó megbízásából Akli is rendszeresen látogatta. A gyámapa és a kislány közt eleinte az apa-gyerek viszony volt a jellemző, mely később észrevétlenül alakult át nagy szerelemmé. Stadion gróf intrikái és a cinikus Szepessy István báró ármánykodásai azonban akadályokat gördítenek a szerelmesek elé.

## Szereplők
- Akli Miklós
- Ferenc császár
- Szepessy István báró
- Kovács Ilonka
- Kovács György
- Kolowrat gróf, udvarmester
- Stadion gróf
- Stohlen lovag, rendőrfőnök
- Fritz Bratt, detektív
- Lobkowitz herceg
- Metternich herceg
- Kovács Mihály ezredes
- Szilvássyné, a leánynevelő-intézet vezetőnője
- Schmidt apó, börtönőr
- Bernot úr, bécsújhelyi fogházigazgató
- Klementine Bernot

## Feldolgozások

### Filmváltozat
A kisregényből 1986-ban csehszlovák–magyar koprodukcióban 95 perces színes filmvígjáték készült Hirtling István főszereplésével, Révész György rendezésében.

### Képregény
Az Akli Miklós – 28 oldalas – képregényt Cs. Horváth Tibor szövegével és Korcsmáros Pál rajzaival a Füles közölte folytatásokban 1965-ben és 1985-ben.